# Reformierte Kirche Luzein

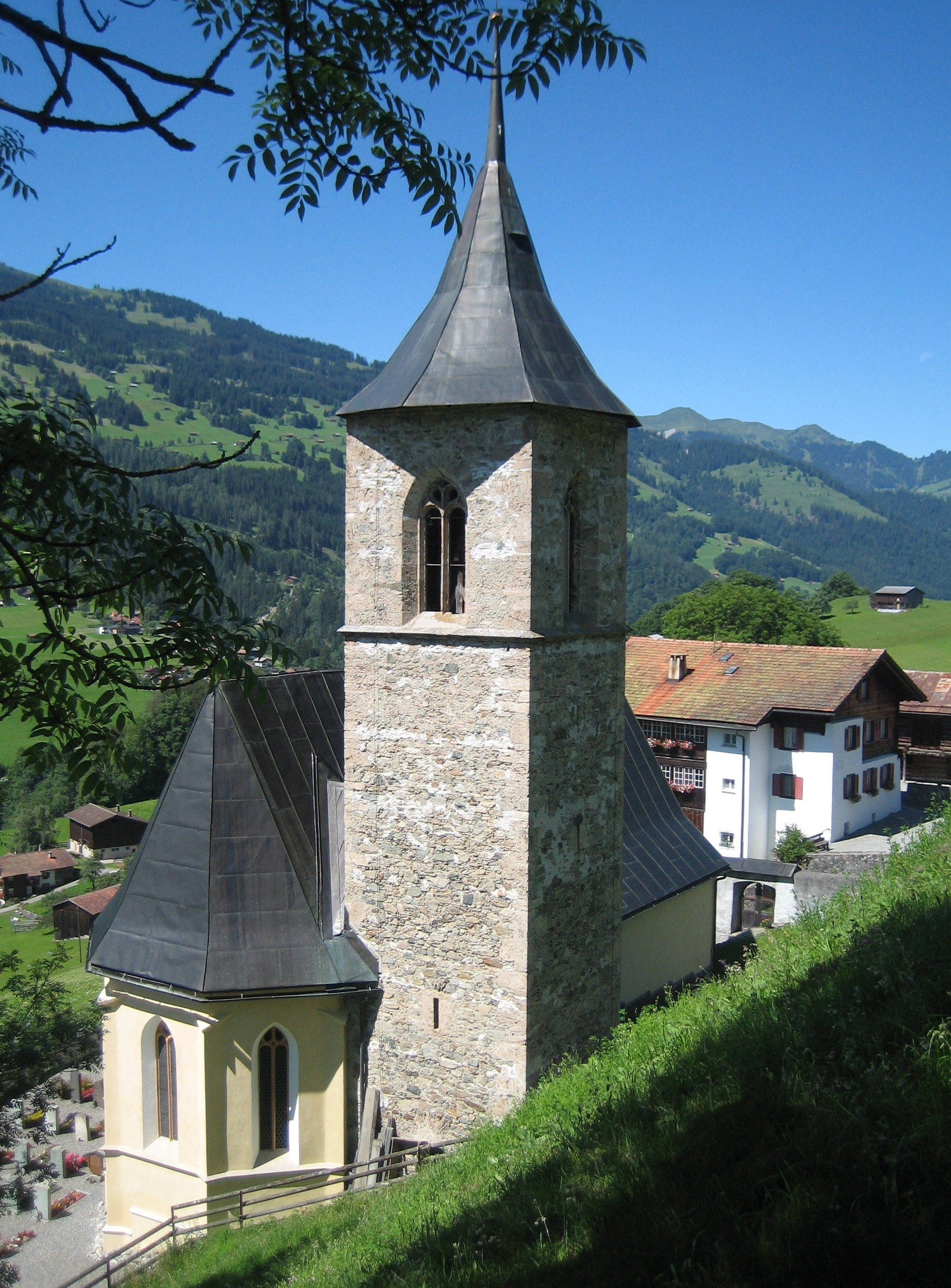
Luzeiner Kirche

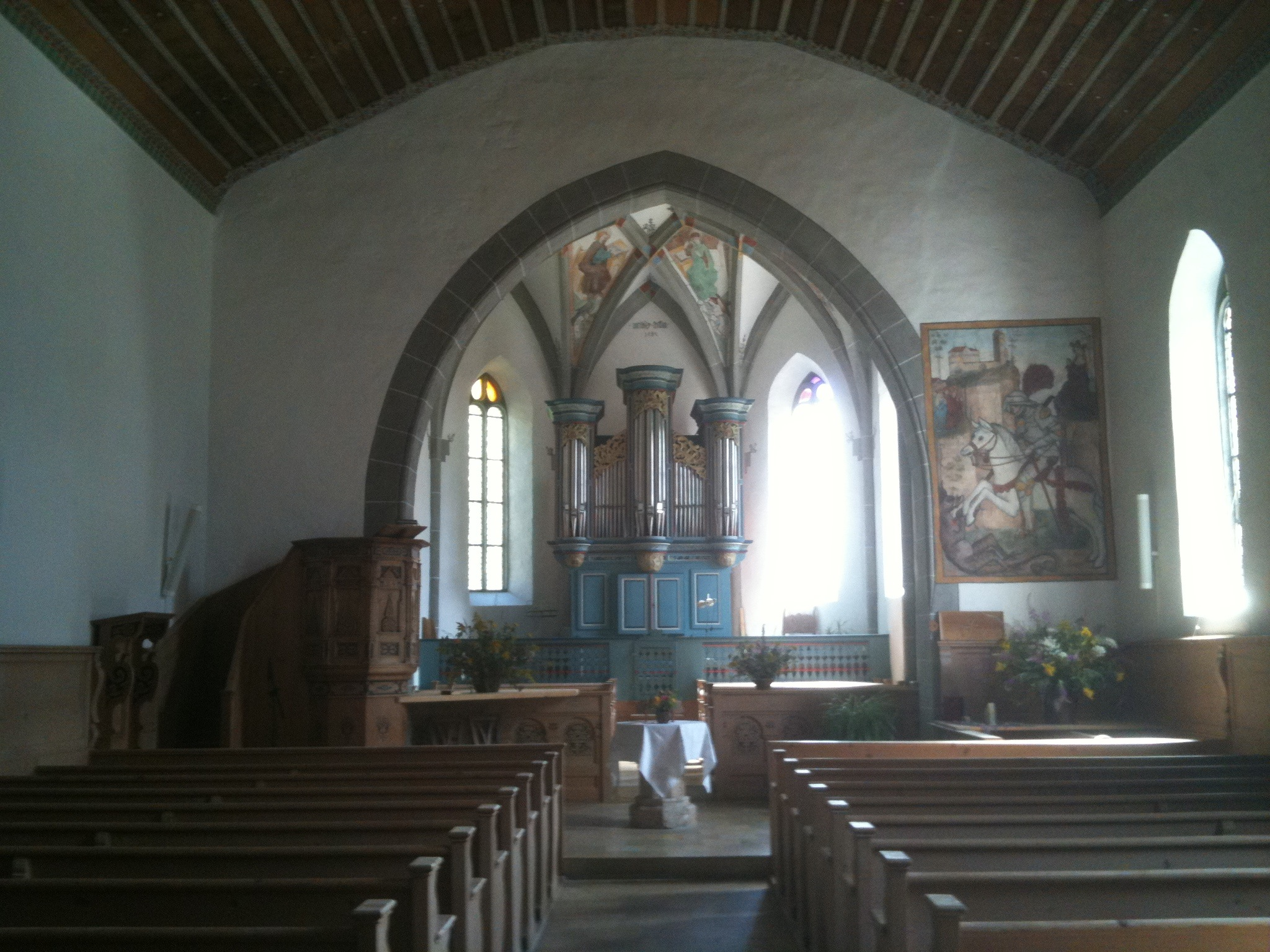
Innenansicht

Die reformierte Kirche in Luzein im Prättigau ist ein evangelisch-reformiertes Gotteshaus unter dem Denkmalschutz des Kantons Graubünden. Letztmals einer Renovierung unterzogen wurde sie 1930.

## Geschichte
Ersturkundlich bezeugt ist die Kirche 1222 als Besitz des Klosters Churwalden. In vorreformatorischer Zeit erfolgte 1487 ein Neubau, bei dem der Kirchturm des alten, abgerissenen Baus integriert wurde. Der Turm mit oktogonalem Helmdach schliesst im Norden an die Fassade an.
Das Kircheninnere zeigt ein einfaches Langhaus. Der Chor wird durch ein Rippengewölbe bedeckt und geziert durch Wandmalerei aus den Jahrzehnten Ende des 15. Jahrhunderts, hervorgehoben besonders die Evangelisten.

## Ausstattung
Zentral ist ein Taufstein angebracht, der auf das Jahr 1487 datiert. Die kunstvoll geschnitzte Kanzel wurde nach Ende der Bündner Wirren 1694 eingebaut. Die Orgel zeigt Stilelemente des Rokoko und ist von 1791. Die Türe des Kirchenportals wurde 1670 angefertigt. Ein originalgetreuer Nachbau befindet sich im Rätischen Museum in Chur.

## Kirchliche Organisation
Die Evangelisch-reformierte Landeskirche Graubünden führt Luzein als eigenständige Kirchgemeinde Luzein/Pany. Diese unterhält zwei Predigtstätten: neben der Kirche in Luzein auch die Kirche in Pany.

## Galerie

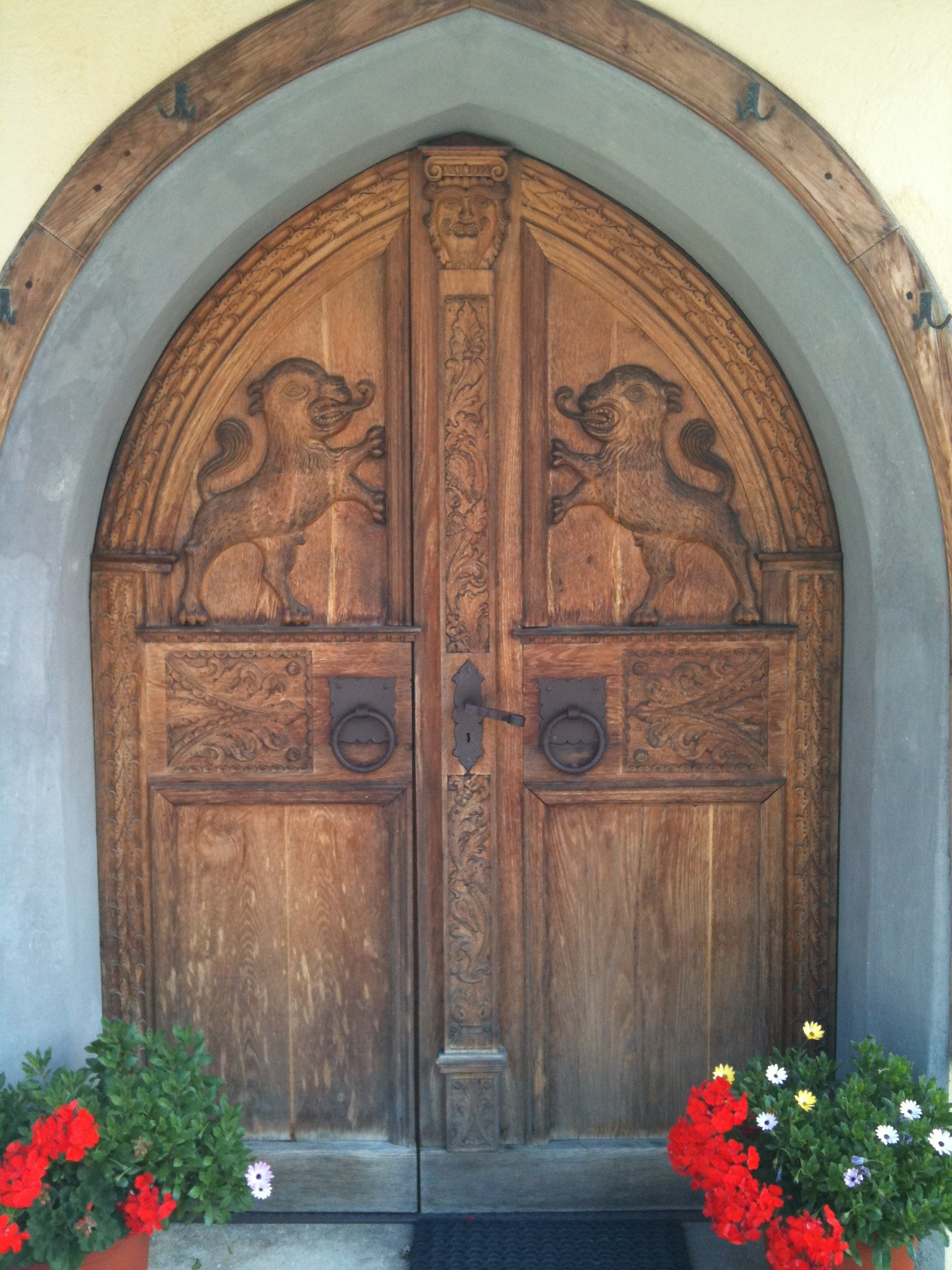
Türe von 1670
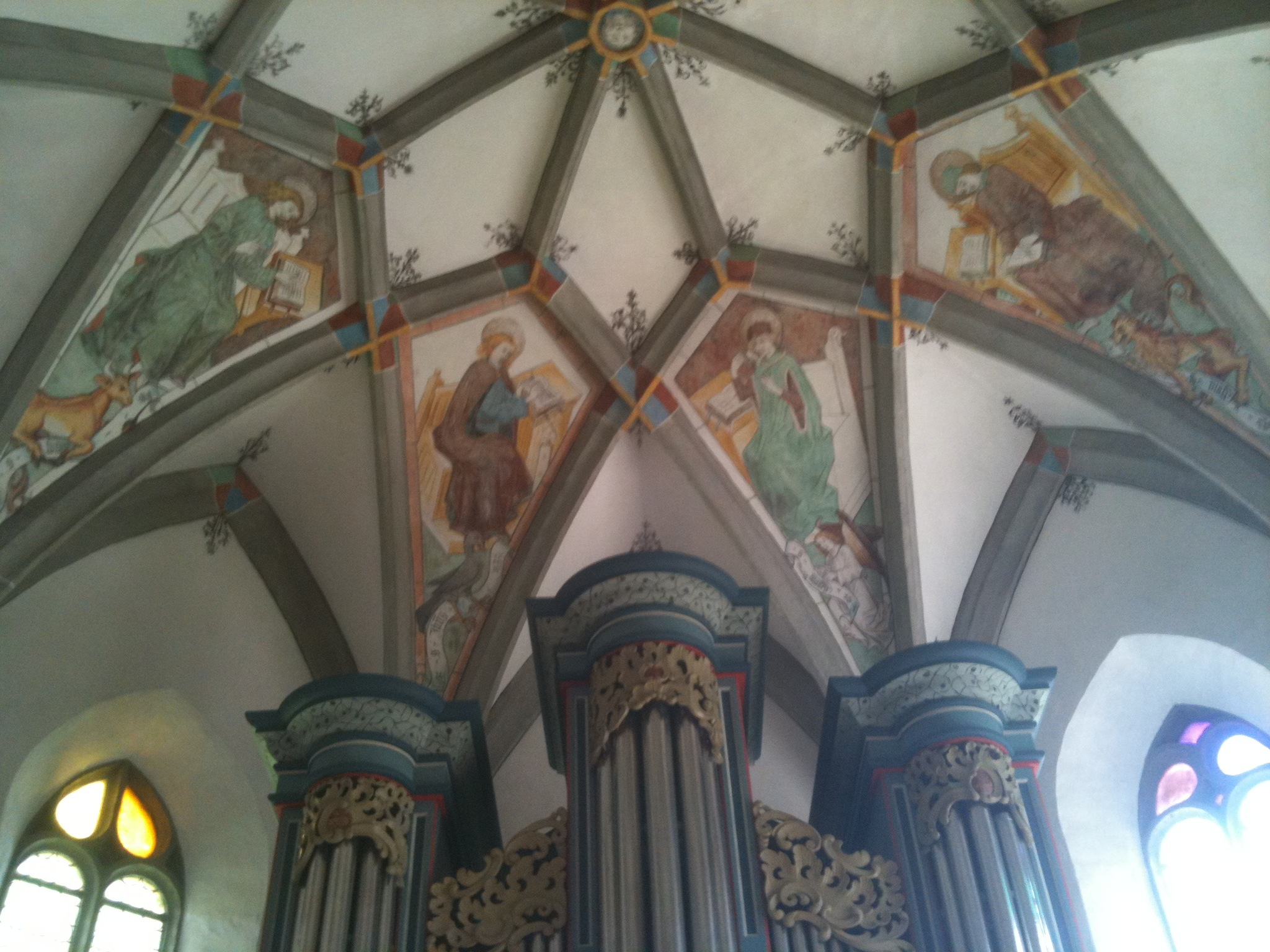
Decke im Chor mit den vier Evangelisten
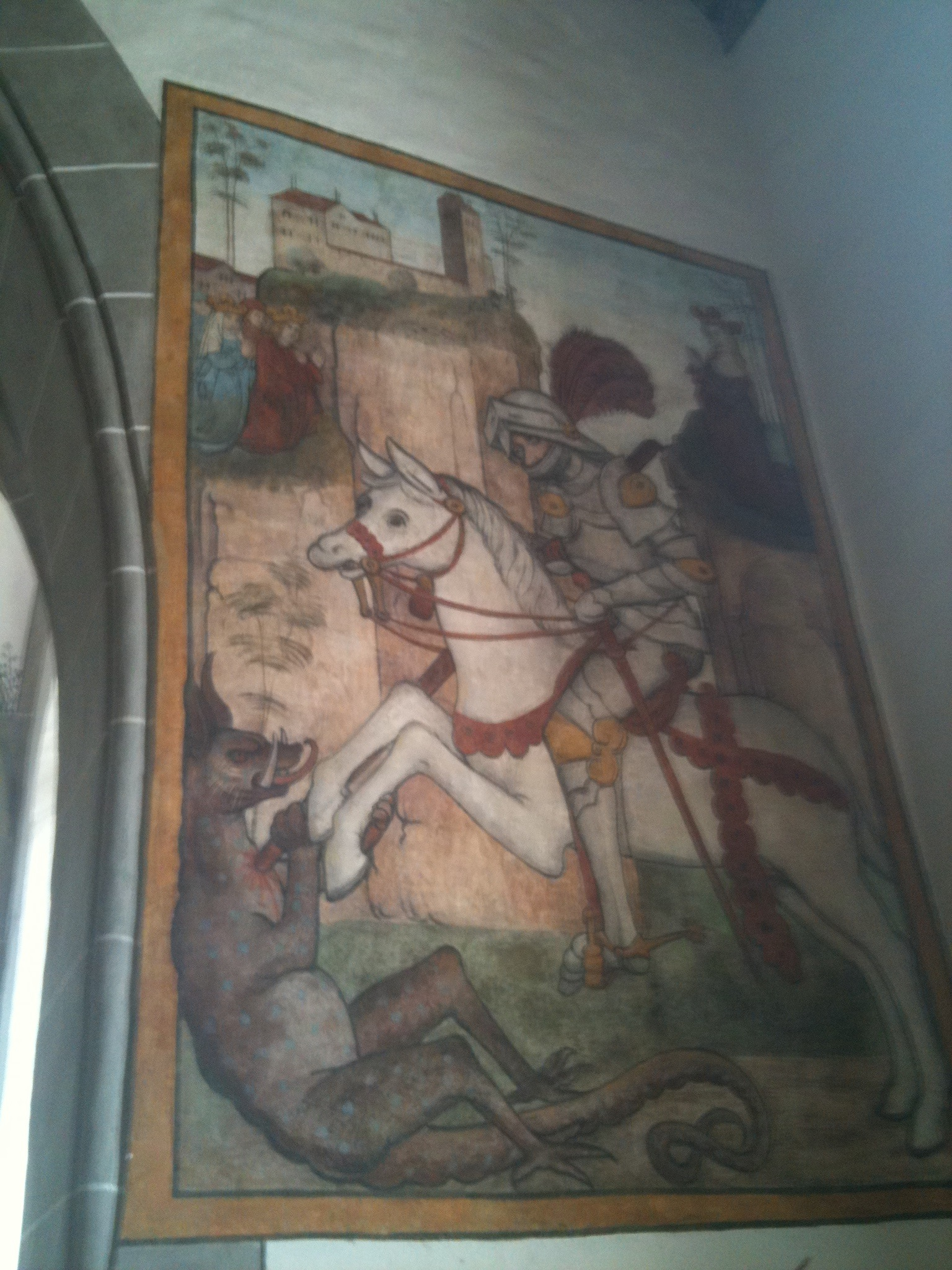
Wandgemälde rechts vor dem Chor
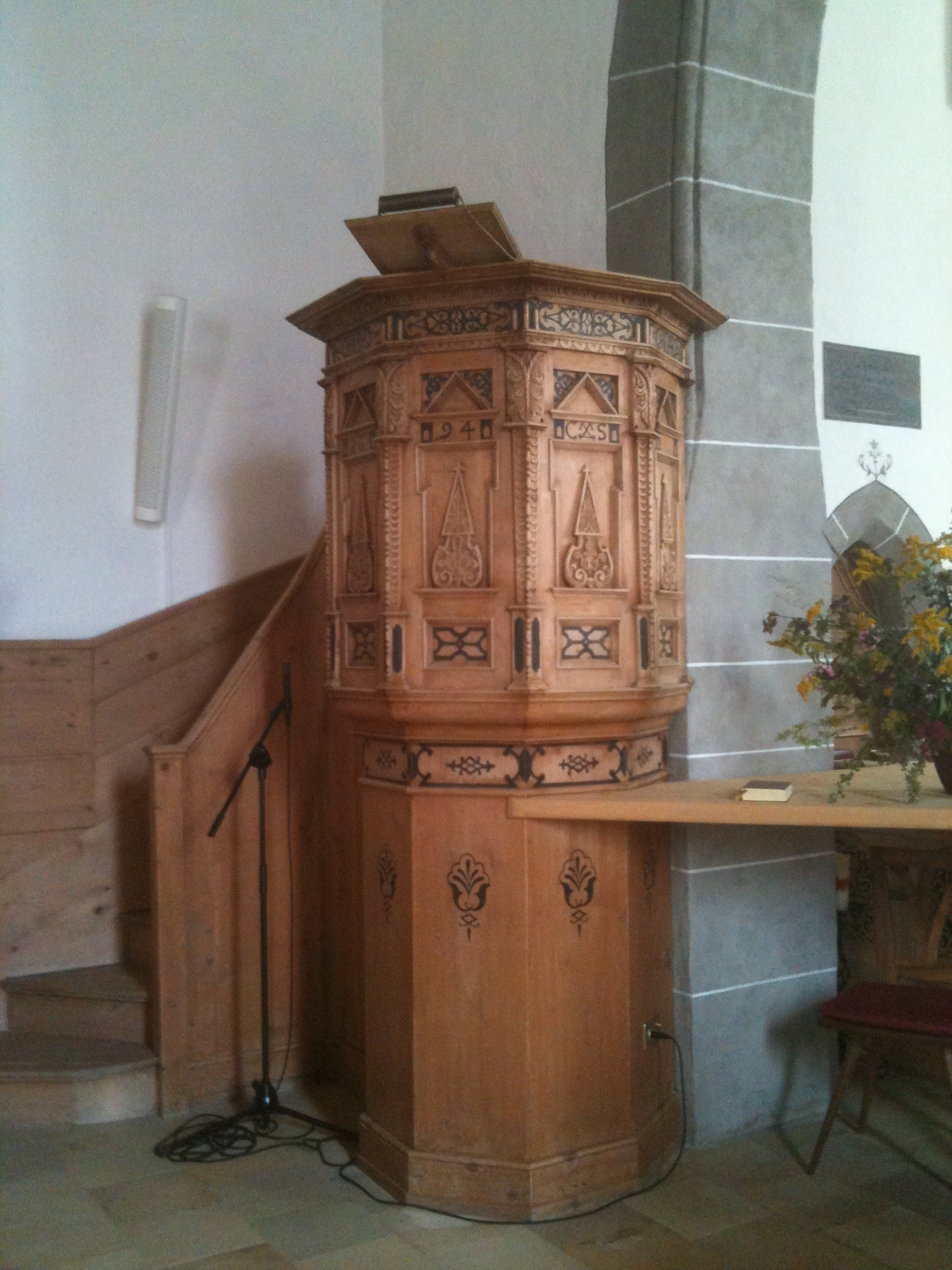
Kanzel
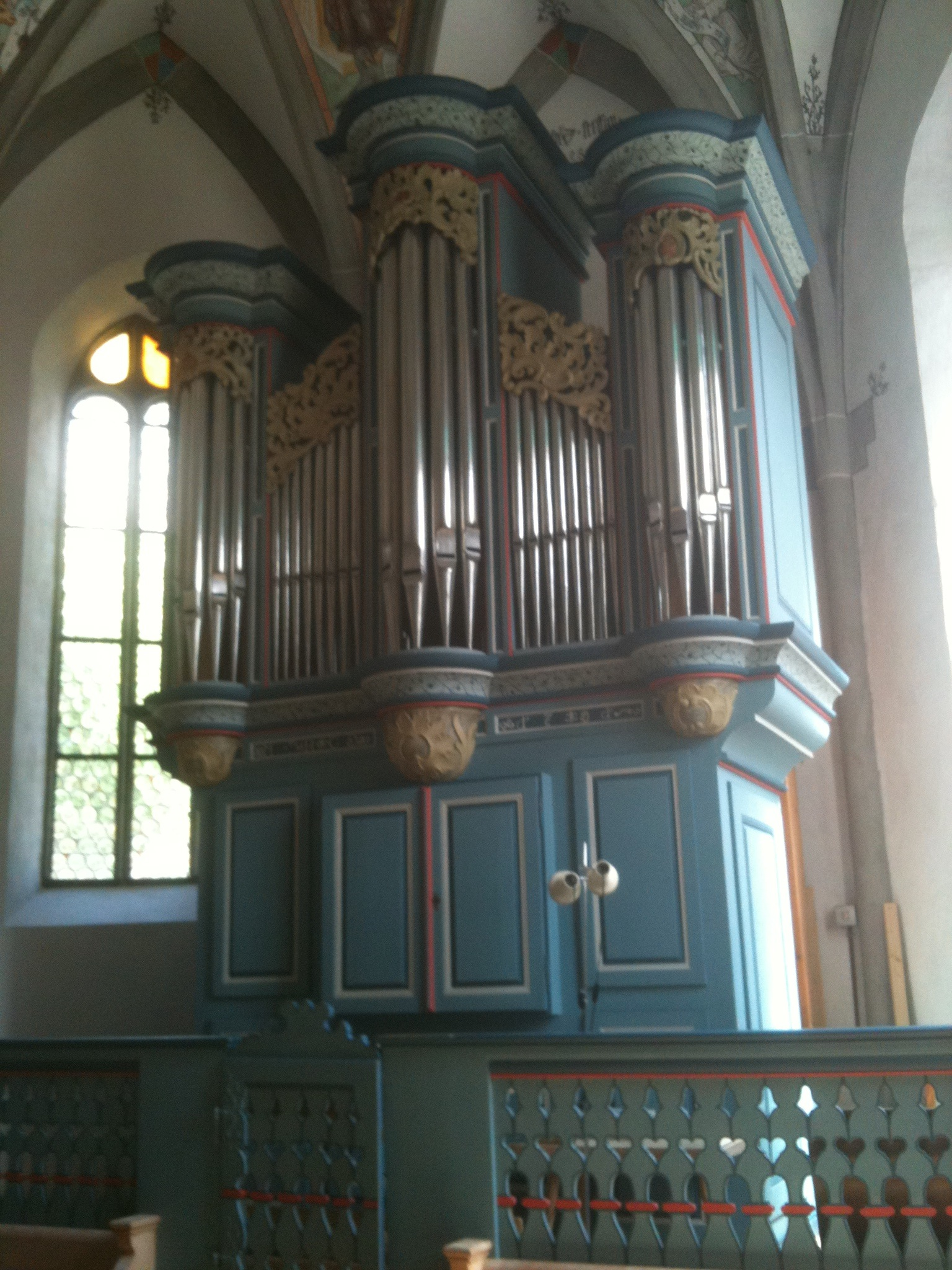
Orgel
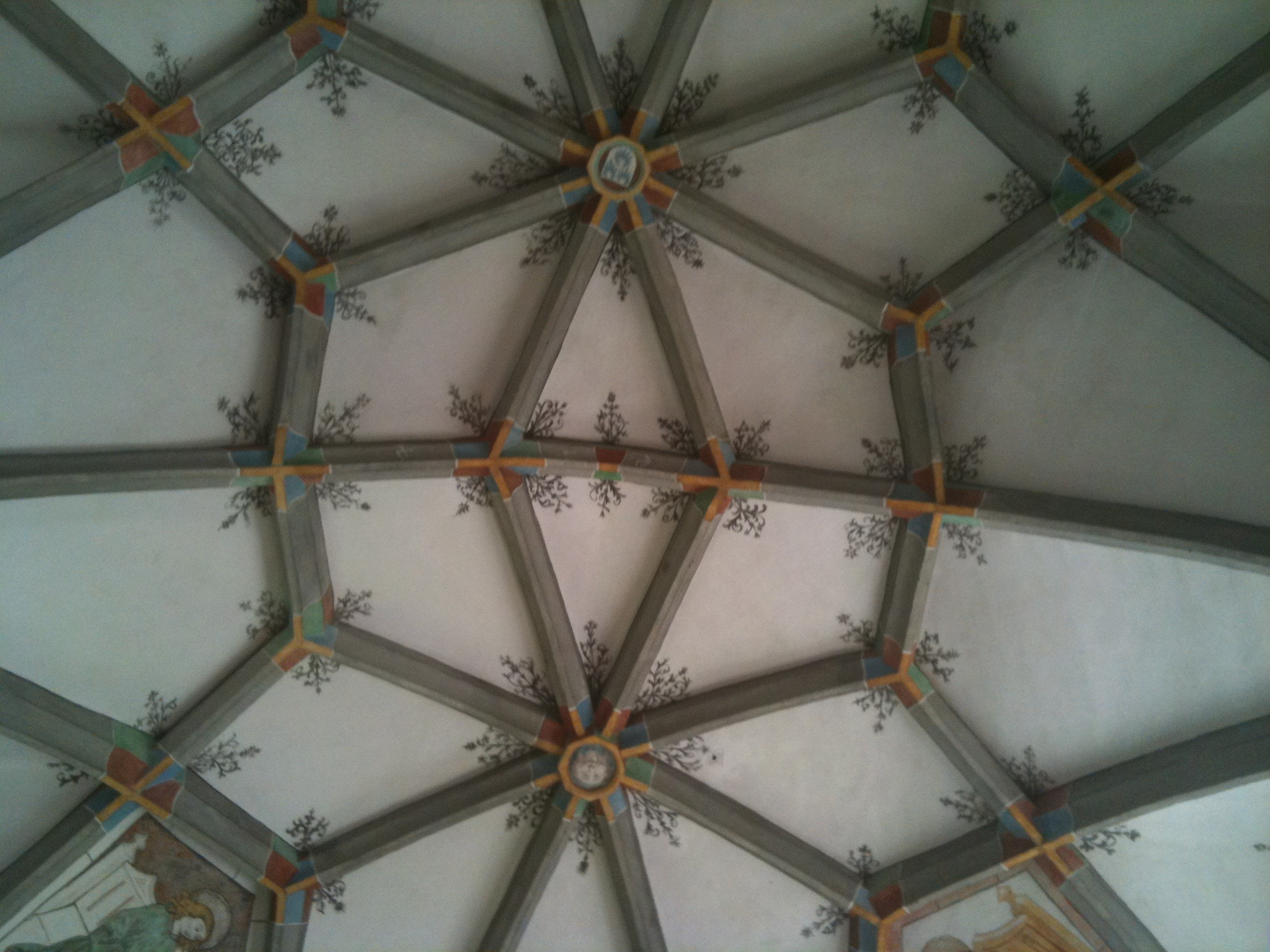
Decke im Chor
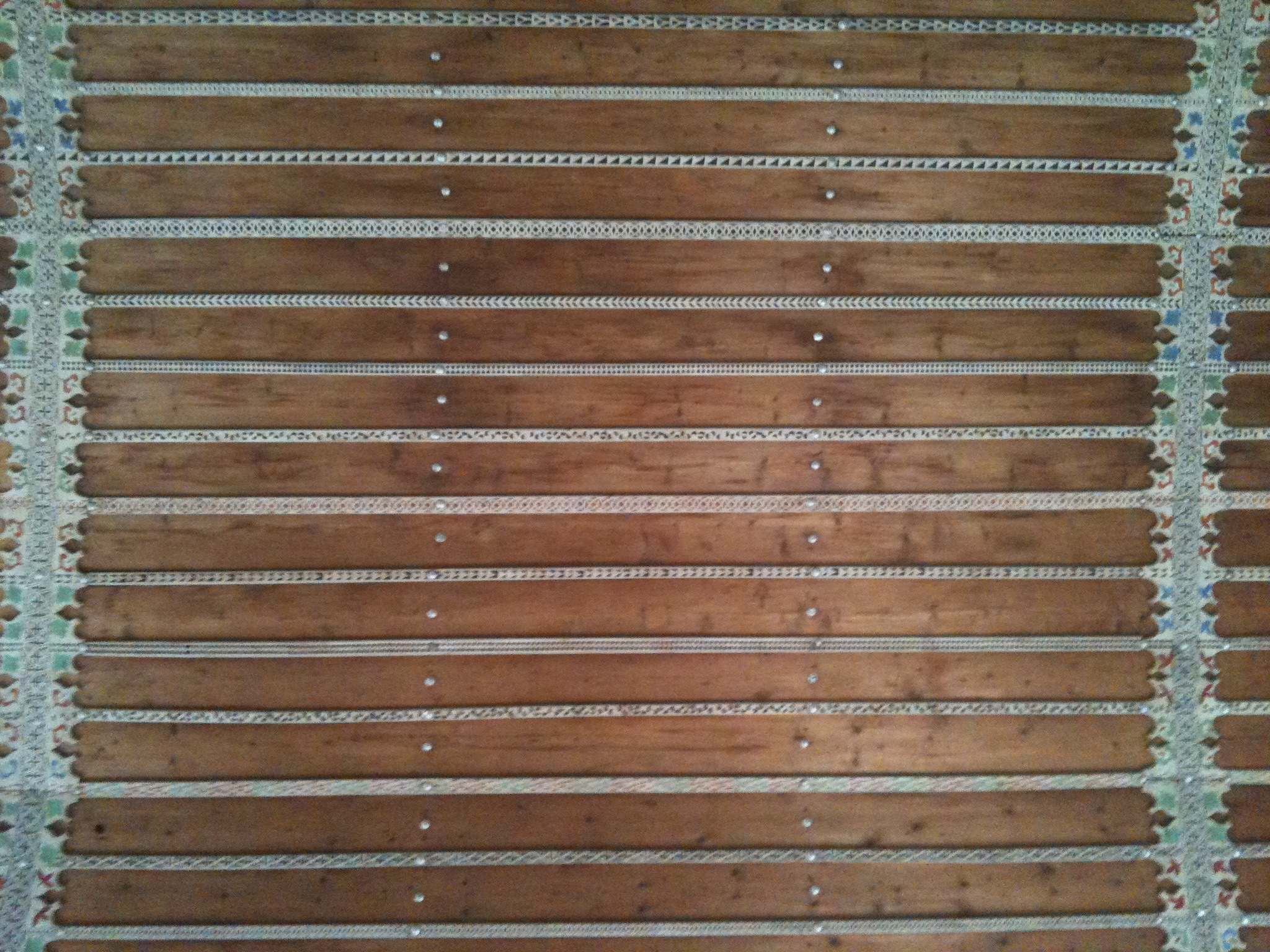
Decke im Schiff
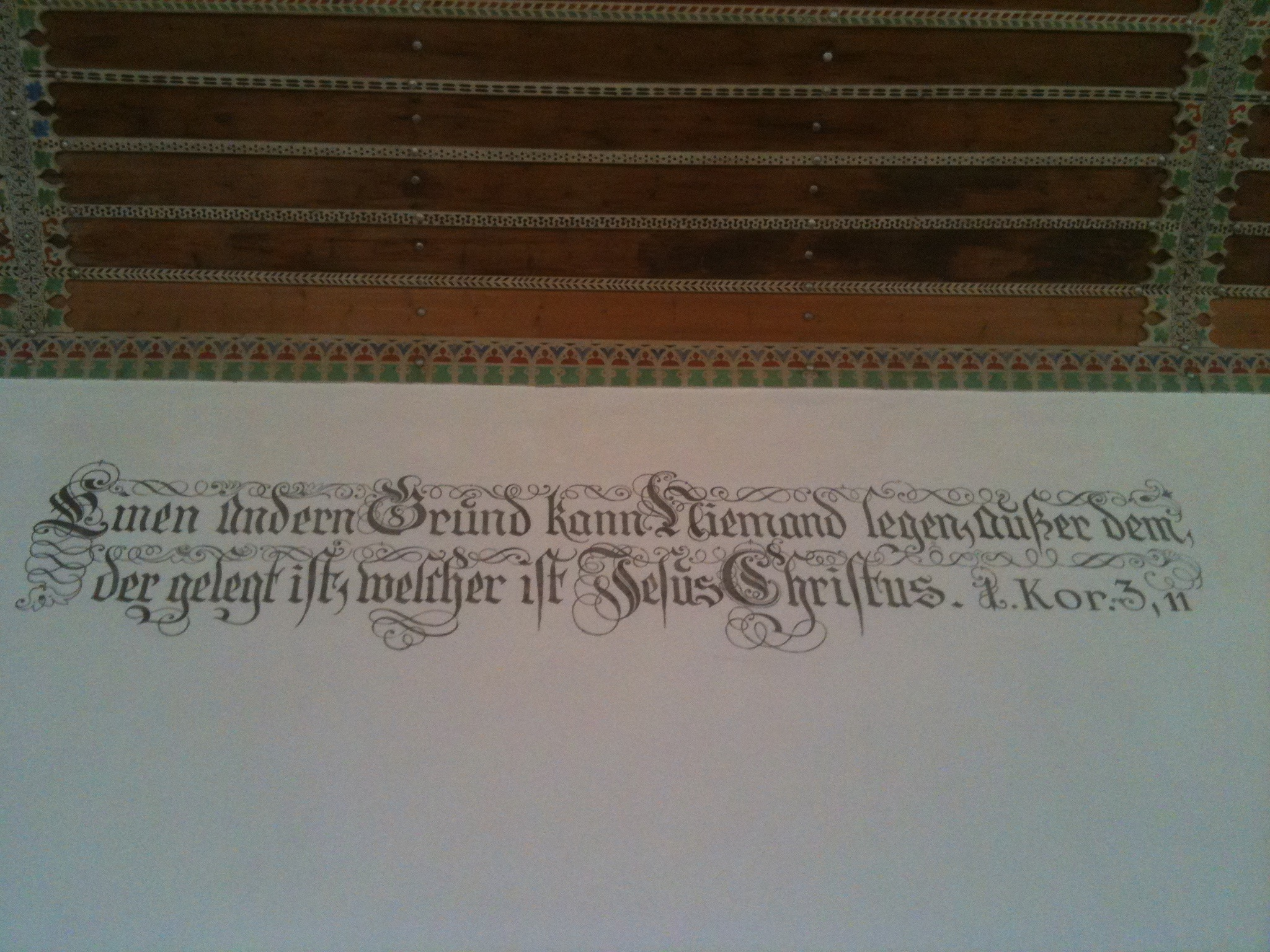
Biblischer Wandspruch
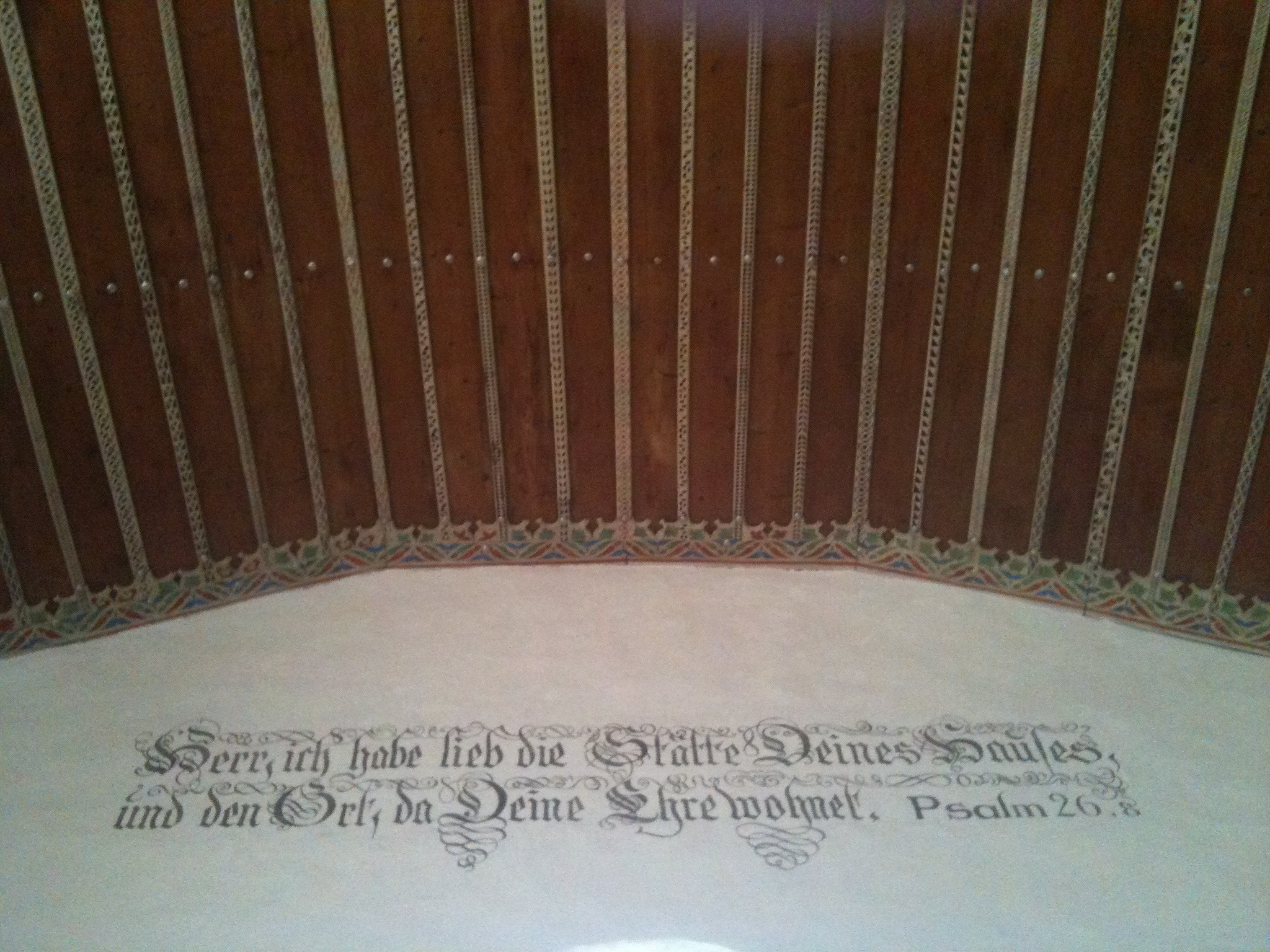
Biblischer Wandspruch über dem Ausgang
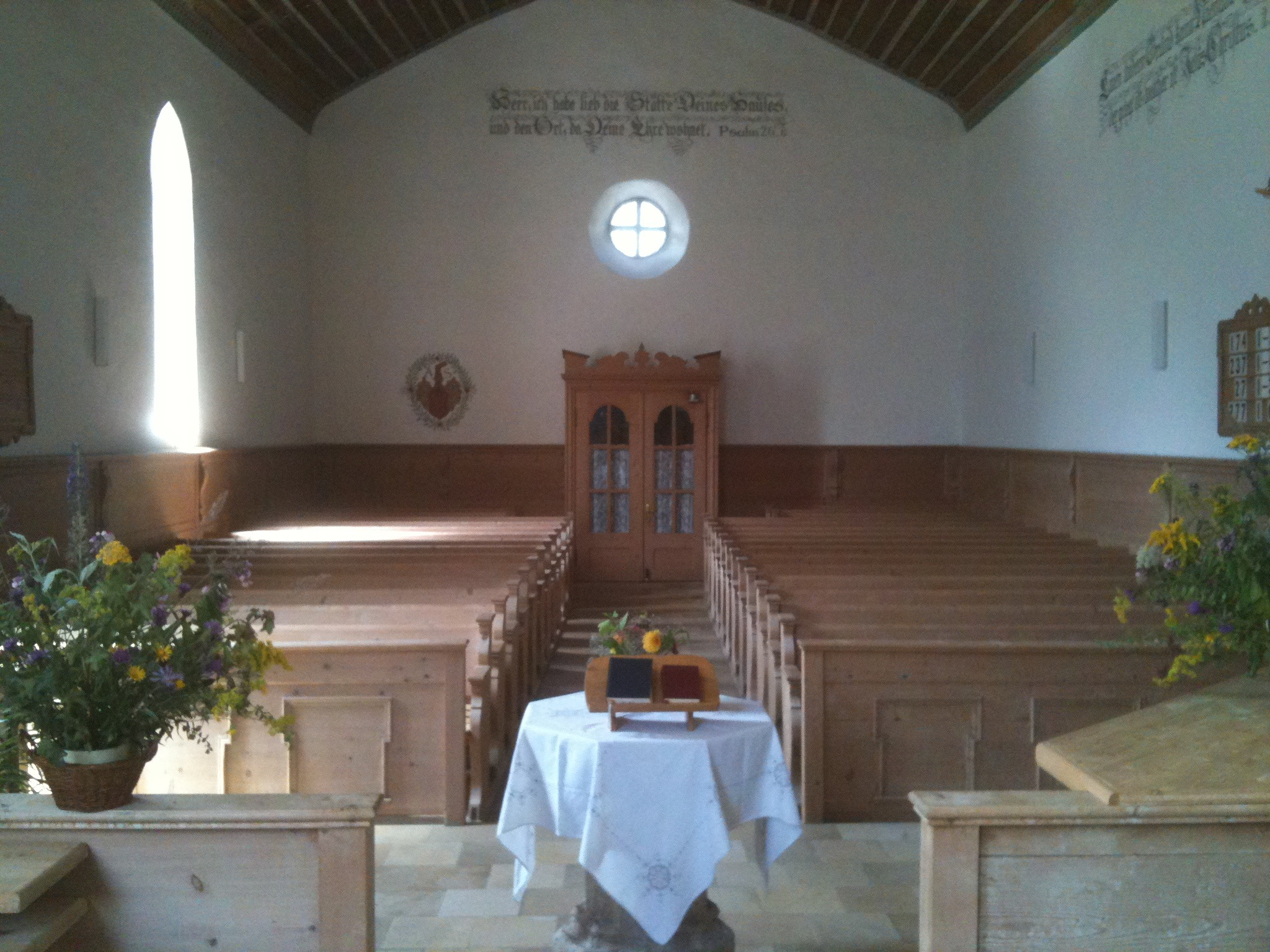
Blick vom Chor aus in das Schiff